# Sturmfeuerzeug
Ein Sturmfeuerzeug ist ein Feuerzeug, das auch dann noch eine Flamme erzeugt, wenn starke Luftbewegungen (Sturm, Wind, Durchzug) vorherrschen. Sie wurden ursprünglich im militärischen Umfeld entwickelt.
Prinzipiell gibt es drei Bauarten:
- Die eine erzeugt eine starke, windgeschützte Flamme (Bild 1).
- Die andere erzeugt hohe Hitze, ähnlich einem Schweißgerät.
- Die dritte, einfachste Art besteht aus einem Zündstein und einem präparierten Docht, der durch den Zündstein zum Glimmen gebracht wird – in diesem Fall führt stärkere Luftbewegung sogar zu stärkerem Glimmen (Bild 2).

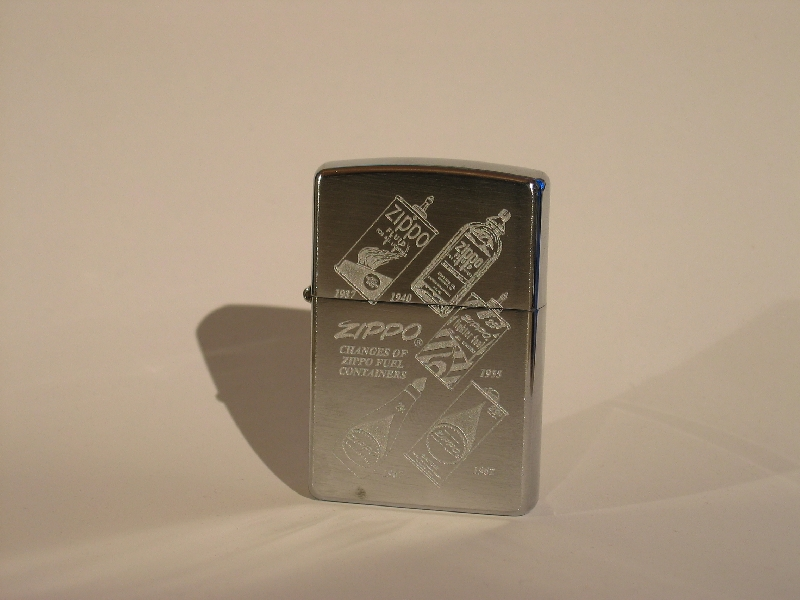
Ein Zippo (Bild 1)
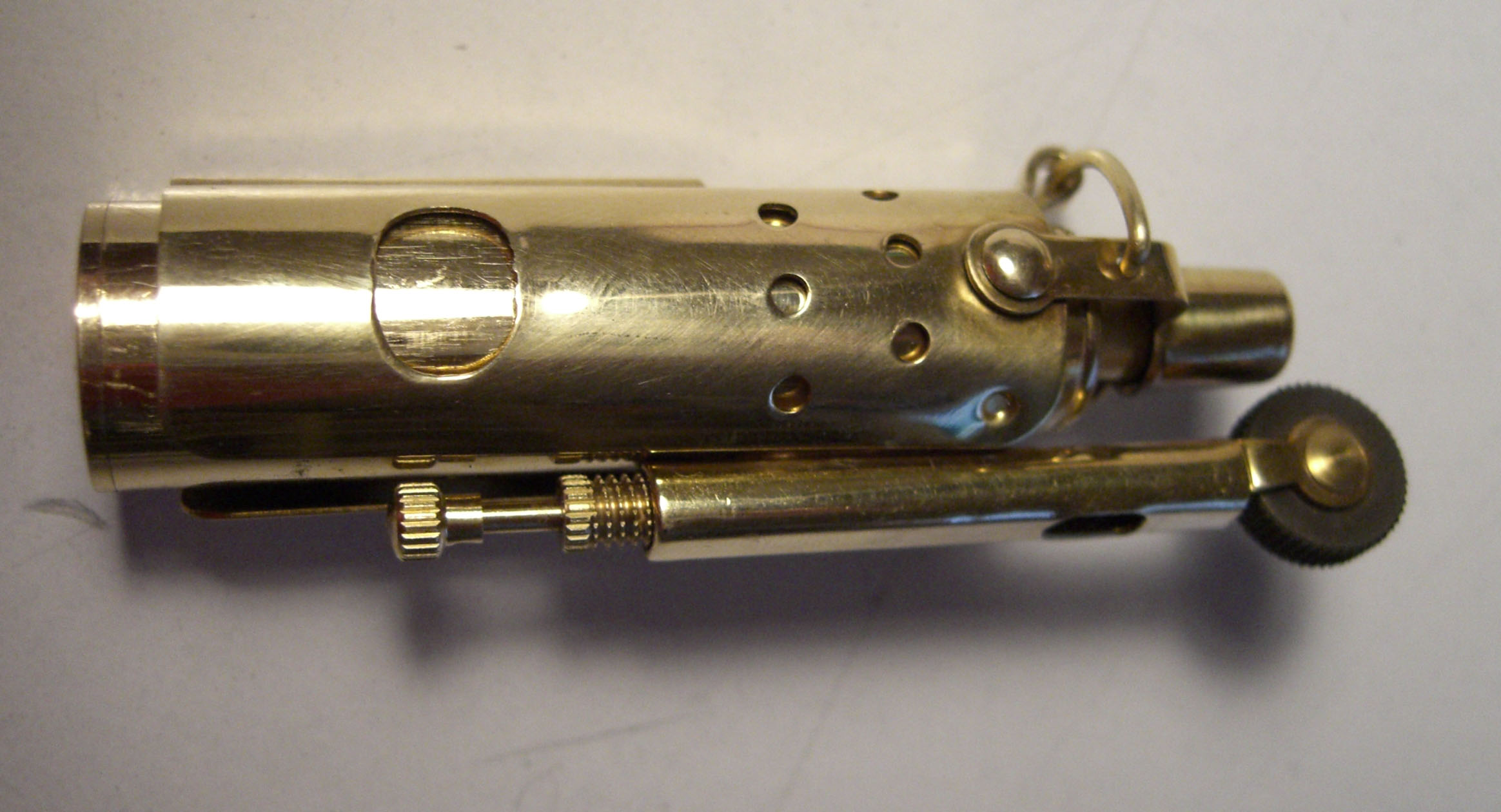
Ein französisches Modell aus dem Ersten Weltkrieg (Bild 2)